# What You’re Getting Into
What You’re Getting Into – album Shannon Curfman z 2010 roku, czwarty w jej karierze album i trzeci wydany przez jej własną wytwórnię płytową, Purdy Records.

## Lista utworów
1. "What You’re Getting Into" – 3:25
2. "Free Your Mind" – 3:04
3. "The Core" – 6:21
4. "Heaven Is In Your Mind" – 3:28
5. "All I Have" – 3:54
6. "Curious" – 3:36
7. "Oh Well" – 5:10
8. "What Would Mama Say" – 3:26
9. "Dragon Attack" – 3:37
10. "Strange" – 4:53

## Wykonawcy
- Shannon Curfman – wokal, gitara
- Wade Thompson – gitara basowa
- Justin Kesterson – gitara
- Paul Thompson – bębny, perkusja
- Anthony Krizan – gitara
- Paul Mayasich – gitara
- Joe Bonamassa – gitara, wokal
- Buckcherry – gitara
- Lucy Curfamn – chórki
- Jason Miller – gitara, perkusja
- Nels Urtel – chórki